# Milna (Vis)
Milna je priobalno mjesto i uvala na južnoj obali otoka Visa, udaljeno desetak kilometara od grada Visa. Na jednom djelu se samo zemljopisno odjeljuje od Ženke, malenog pretežito vikendaškog mjestašca.
Uvala ima pješčanu te šljunčanu plažu, a desetak minuta pješke od nje nalazi se i pješčana plaža Zaglav. Pogled iz uvale promatra okolne otočiće.

## Stanovništvo
| broj stanovnika |       |       |       |       |       |       |       |       |       |       |       |       |       |       | 19    | 30    | 39    |
|                 | 1857. | 1869. | 1880. | 1890. | 1900. | 1910. | 1921. | 1931. | 1948. | 1953. | 1961. | 1971. | 1981. | 1991. | 2001. | 2011. | 2021. |